# Justicia sanctae-martae
Justicia sanctae-martae är en akantusväxtart som beskrevs av Gustav Lindau. Justicia sanctae-martae ingår i släktet Justicia och familjen akantusväxter. Inga underarter finns listade i Catalogue of Life.